# SV Höntrop
Maillots
Le SV Höntrop est un club allemand de football localisé à Höntrop, un quartier de la ville de Bochum en Rhénanie-du-Nord-Westphalie.

## Histoire
Le club fut fondé le 8 août 1916 lorsque le mouvement de jeunesse Jugendwehr Höntrop-Vöde créa une section de football. En décembre de la même année, l'équipe devint indépendante et prit le nom de Ballspielverein 1916 Höntrop.
Le 5 mars 1923, le club fusionna avec le VfR Westenfeld-Höntrop (créé en 1921 par une fusion entre le Sportverein 1919 Höntrop et le Ballspielverein 1919 Westenfeld ) pour former l’actuel SV Höntrop.
En 1933, SV Höntrop termina 3e en Bezirksliga de la Ruhr. Le club devint un des fondateurs de la  Gauliga Westphalie, une des seize ligues (équivalent D1) créées par la réorganisation des compétitions exigées par les Nazis qui venaient d’arriver au pouvoir.
En 1934 et 1935, Höntrop fut Vice-champion de cette Gauliga derrière Schalke 04. De nos jours, Le club s’enorgueillit encore de l’exploit réalisé le 21 octobre 1934. Ce jour-là, le SV Höntrop battit la grande équipe de Schalke (1-0). 
En 1938-1939, le club fut relégué après avoir perdu trois rencontres par forfait. Lors de ces matches qui s’étaient terminés sur le score de (0-0), la victoire fut attribuée aux adversaires d’Höntrop parce que celui-ci avait aligné un joueur (Sendrowski) non-affilié. En 1941, le club participa au tour final pour remonter en Gauliga mais fut battu par le VfL Altenbögge.
Entre 1949 et 1951 et de 1952 à 1956, Höntrop joua en Landesliga (équivalent D3). Ensuite le club recula dans la hiérarchie.

## Personnalités liées au club
- Klaus-Dieter Ochs

## Littérature
- (de) Hardy Grüne et Christian Karn, Das große Buch der deutschen Fußballvereine, Cassel, AGON-Sportverlag, 2009 (ISBN 978-3-89784-362-2)

## Sources et liens externes
- Website officiel du SV Höntrop